# غازیپور صدار
غازیپور صدار (به لاتین: Gazipur Sadar) یک منطقهٔ مسکونی در بنگلادش است که در ناحیه قاضی‌پور واقع شده‌است. غازیپور صدار ۴۴۶٫۳۸ کیلومتر مربع مساحت و ۵۸۸٬۴۹۲ نفر جمعیت دارد.